# Haemaphysalis sambar
Haemaphysalis sambar este o specie de căpușe din genul Haemaphysalis, familia Ixodidae, descrisă de Harry Hoogstraal în anul 1971. Conform Catalogue of Life specia Haemaphysalis sambar nu are subspecii cunoscute.